# Стороженко, Николай Владимирович
Никола́й Влади́мирович Стороже́нко (29 мая 1862, Великая Круча, Полтавская губерния — 1942 или 31 октября, 1944, Франция) — русский историк, публицист и педагог, действительный член Киевского клуба русских националистов. Директор 4-й (1895—1909) и 1-й Киевской гимназий (1909—1919). Беломигрант. Автор воспоминаний.
Украинской историографией причисляется также к украинским историкам.

## Биография

### Происхождение
Николай Стороженко происходил из старинного казацко-старшинского рода Стороженко, занесённого в родословные книги Екатеринославской, Курской, Полтавской и Черниговской губерний. Его дедом был Андрей Яковлевич Стороженко (1790—1858), старшим братом был крупный историк Андрей Владимирович Стороженко (1857 — не ранее 1924), а известный литературовед Николай Ильич Стороженко (1836—1906) приходился ему дальним родственником.
Владел домом в Киеве по адресу: Пушкинская улица, 36.

## Первые годы
Родился 29 мая 1862 года в селе Великая Круча Пирятинского уезда Полтавской губернии в семье крупного землевладельца, инспектора Харьковского университета, подпоручика лейб-гвардии Семёновского полка в отставке Владимира Андреевича Стороженко (1820—1895) и Варвары Ананьевны Стороженко (урождённой Александрович).
Семья в 1867 году переехала в Москву для обучения старшего брата Андрея в Катковском лицее, а затем в университете. Из-за плохого состояния здоровья Николая семья вынуждена была вернуться в Великую Кручу в 1875 году. Заканчивал гимназическое образование Николай во 2-й Киевской гимназии, которую окончил в 1881 году с золотой медалью.
В этом же году по совету старшего брата Андрея поступил на историко-филологический факультет Университета Святого Владимира в Киеве, который окончил в 1885 году, а в 1886 году получил степень кандидата университета.
В своих воспоминаниях Николай написал:

… мы с братом будто поменялись судьбами — то, что предназначено было сделать ему — стать педагогом, сделал я, а он — земским деятелем; хотя оба мы на всю жизнь сохранили приверженность исторической науке
Оригинальный текст (укр.)...ми з братом мов помінялися долями – що йому малося бути педагогом, зробив я, а він – земським діячем; проте обоє ми залишилися на увесь свій вік прихильні до історичної науки
— Стороженко М. В. З мого життя: (Спогади) / Упорядник  В. Ульяновський.. — Київ: Либідь, 2005. — 432 с. — (Пам'ятки історичної думки України). — ISBN 966-06-0407-6.

## Научная и педагогическая работа
С 1 февраля 1893 года состоял в чине статского советника, с 1 января 1908 года — действительный статский советник.
С 1895 по 1909 год занимал пост директора 4-й Киевской гимназии, а с 25 августа 1909 года по 1919 год был директором 1-й Киевской (Императорской Александровской) гимназии.
В конце XIX — начале XX вв. публиковался в ряде журналов, в частности, таких как «Киевская старина», «Историческая вестник», «Русская мысль», «Церковь и народ».
С 1902 по 1910 год содействовал старшему брату Андрею в составлении и издании многотомного фамильного архива «Стороженки», содержащего историю рода Стороженко за несколько веков. В богатой отделке и на высоком уровне научной обработки тиражом 200 экземпляров было издано 7 томов фамильного архива, экземпляры которых в настоящее время являются большой библиографической редкостью. Всего было запланировано 8 томов, но 5-й том, в котором планировалось издать письма Николая Ильича Стороженко и Василия Горленко, ввиду недостатка финансовых средств опубликован не был. Археографическая ценность данного архива высоко оценена специалистами, в частности, Дмитрием Багалеем, Александром Оглоблиным, Дмитрием Дорошенко, Вадимом Модзалевским, и в настоящее время он также представляет большое научное значение.
Братья Андрей и Николай Стороженко также финансировали издание «Малороссийского родословника» Модзалевского, изданного 4 томами и содержащего росписи 240 малороссийских казацко-старшинских родов, а также археографического сборника «Очерки Переяславской старины». Был действительным членом Киевского клуба русских националистов.
В 1911 году под его редакцией вышел 3-й том сборника «Столетие Киевской первой гимназии».
27 ноября 1919 года выехал из Киева через Одессу в Константинополь, где некоторое время служил инспектором классов Мариинского донского института благородных девиц (в эмиграции).

## Семья
С 1901 года был женат на княгине Варваре Давидовне Жеваховой. Их сын:
- Владимир (1902—?)[11]

## Публикации
- Ск-о Н. В. (Стороженко Н. В.). Стороженки. Фамильная лѣтопись // Киевская старина. — 1884. — № 2(9).
- Стороженко Н. В. Охочекомонный полковник Илья Фёдорович Новицкий. К., 1885
- Стороженко Н. В. История составления «Топографического описания Черниговского наместничества» Шафонского (Эпизод из южно-русской историографии) // Университетские известия. К., 1886. № 10 (октябрь). С.135-168.
- Стороженко Н. В. Отчёт о занятиях в архивах — Киевском центральном и Яготинском кн. Н. В. Репнина //Университетские известия. К., 1886. № 11 (ноябрь). С.213-238.
- Стороженко Н. В. Очерк литературной деятельности А. Я. Стороженка. К., 1886.
- Стороженко Н. В. К истории рода Свечек // Киевская старина. 1887. № 11. С.580-584.
- Стороженко Н. В. Западно-русские провинциальные сеймики во второй половине XVII в. (Исследования по архивному материалу). К.: Тип. К. М. Милевского, 1888. 140, 4 с.
- Стороженко Н. В. К истории землевладения в эпоху Богдана Хмельницкого //Киевская старина. 1888. № 7. С.11-13.
- Стороженко Н. В. Эпизод из истории малорусских крестьян //Киевская старина. 1888. № 6. С.76-78.
- Стороженко Н. В. Отношение западнорусских дворян второй половины XVII в. к вопросам религиозным и сословным //Архив Юго-Западной России. К.: Временная комиссия для разбора древних актов при Киевском, Волынском и Подольском генерал-губернаторе. 1888. Ч.2. Т.2. С.1-49.
- Стороженко Н. В. Из истории Нежинских греков //Киевская старина. 1890. № 6. С.540-544.
- Стороженко Н. В. Две грамоты митрополитов Киевских Самуила Миславского (1783—1796 г.) и Иерофея Малицкого (1796—1799 г.) //Киевская старина. 1890. № 12. С.511-514.
- Стороженко Н. В. Заметка А. И. Чепы о таможнях //Киевская старина. 1890. № 12. С.514-515.
- Стороженко Н. В. Полуботок или Свечка? (Эпизод из истории малороссийского землевладения второй половины XVII в.) //Киевская старина. 1890. № 12. С.434-447.
- Стороженко Н. В. Чудотворная икона Божьей Матери в с. Ржавце //Киевская старина. 1890. № 7/8. С.11-12.
- Стороженко Н. В. Вакуленко Семён, сотник Пирятинский (1696—1720) //Киевская старина. 1891. № 1. С.119-153. [Окрема відбитка з «Киевской старины»].
- Стороженко Н. В. Отрывки из фамильных преданий и архивов //Киевская старина. 1891. № 2. С.320-33; № 5. С.303-309; № 7. С.141-147.
- Стороженко Н. В. Письмо графа Румянцева-Задунайского к генерал-прокурору князю А. А. Вяземскому о награждении малороссиян чинами //Киевская старина. 1891. № 1. С.76-177.
- Стороженко Н. В. Реформы в Малороссии при гр. Румянцеве //Киевская старина. 1891. № 8. С.478-493; № 9. С.455-465.
- Стороженко Н. В. Малороссийское ополчение 1812 года //Чтения исторического общества Нестора-Летописца. 1891. Кн.5. Отд.2. С.103-112.
- Стороженко Н. В. «Малорусские суеверия, коим мало кто верил», собранные в 1776 г. (рукопись А. И. Чепы) // Киевская старина. 1892. № 1. С.119-130.
- Стороженко Н. В. Мельницы в г. Козельце (универсалы XVII в.) //Киевская старина. 1892. № 3. С.496-497.
- Стороженко Н. В. Записка Иоасафа Кроковского митрополита Киевского (1712) //Киевская старина. 1892. № 2. С.347-348.
- Стороженко Н. В. Два письма А.Стороженка к Л.Сапеге 1610 г. //Чтения исторического общества Нестора-летописца. 1893. Кн.7. Отд.3. С.69-72.
- Стороженко Н. В. К портрету князя Николая Григорьевича Репнина. К.: Тип. Имп. Университета Св. Владимира. 1898. 10 с.
- Стороженко Н. В. К истории декабристов //Исторический вестник. 1898. Т.72. №.5. С.675-677.
- Стороженко Н. В. Моё знакомство с П. А. Кулишем //Под знаменем науки: Юбилейный сборник в честь Н. И. Стороженка, изданный его учениками и почитателями. М., 1902. С.244-248.
- Стороженко Н. В. Н. И. Костомаров в Киевской I-гимназии // Чтения исторического общества Нестора-Летописца. 1911. Кн. 22. Вып.1/2. Отд.5. С. 1-8.
- Стороженко Н. В. Киевское главное народное училище (1 мая 1789 — 5 ноября 1809 г.) //Чтения исторического общества Нестора-Летописца. 1912. Кн.22. Вып.3. Отд.1. С.92, 95.
- Стороженко М. В. Осадження м. Крилова //Записки історично-філологічного відділу ВУАН. К., 1919. Кн.1. С.116-119.
- Стороженко М. В. До біографії П.Куліша. Куліш у києво-печерській школі //Записки історично-філологічного відділу ВУАН. К., 1923. Кн.2/3. С.198-202.
- Стороженко М. В. До біографії П.Куліша. Листи Куліша до М. В. Стороженка //Записки історично-філологічного відділу ВУАН. К., 1923. Кн.2/3. С.202-215.
- Стороженко М. В. [Уривки з спогадів М. В. Стороженка про В.Антоновича] //Дорошенко Д. І. Володимир Антонович, його життя, наукова та громадська діяльність. Прага: Вид-во Ю.Тищенка, 1942. С.87, 97.
- Стороженко М. В. З мого життя: (Спогади) / Упорядник  В. Ульяновський.. — Київ: Либідь, 2005. — 432 с. — (Пам'ятки історичної думки України). — ISBN 966-06-0407-6.